# Bayadera serrata
Bayadera serrata – gatunek ważki z rodziny Euphaeidae.